# سیارک ۲۱۷۰۶
سیارک ۲۱۷۰۶ (به انگلیسی: 21706 Robminehart، نامگذاری:1999RM87) بیست و یک هزار و هفتصد و ششمین سیارک کشف شده‌است که در ۷ سپتامبر ۱۹۹۹ کشف شد.
قدر مطلق سیارک برابر ۱۴٫۱ است.